# Jean Touret
Pour les articles homonymes, voir Touret.
Jean Touret, né le 7 avril 1916 à Lassay-les-Châteaux (Mayenne) et mort aux Montils (Loir-et-Cher) le 4 janvier 2004, est un sculpteur français.

## Biographie
Jean Touret est un sculpteur français, dont l'œuvre, principalement religieuse, utilise le bois et les métaux pour réaliser des sculptures parfois monumentales  (statuaire, autels, buffets d'orgues). Son art qui reste figuratif mais à la limite de l'abstraction, coïncide avec le mouvement de retour vers la simplicité liturgique que suscite Vatican II. 
Dans les années 1960 il rencontre Jean-Marie Lustiger, alors aumônier des étudiants, qui lui confiera plusieurs réalisations lorsqu'il deviendra successivement curé de la paroisse Sainte Jeanne de Chantal (Paris 16e), évêque d'Orléans et archevêque de Paris. Le documentaire Touret-Lustiger, au miroir d'une amitié retrace cette rencontre humaine et spirituelle.
Jean Touret est également connu comme designer. Au début de sa carrière, dans le Loir-et-Cher, il met en place une coopérative artisanale « les Artisans de Marolles » dont il est le directeur artistique. Ils produiront au cours des années 1950-1960 un mobilier que l'on redécouvre aujourd'hui.
Avec son épouse Odile, ils ont 7 enfants, dont Sébastien Touret, également sculpteur, avec qui il travaillera à partir des années 1970.

## Principales œuvres religieuses

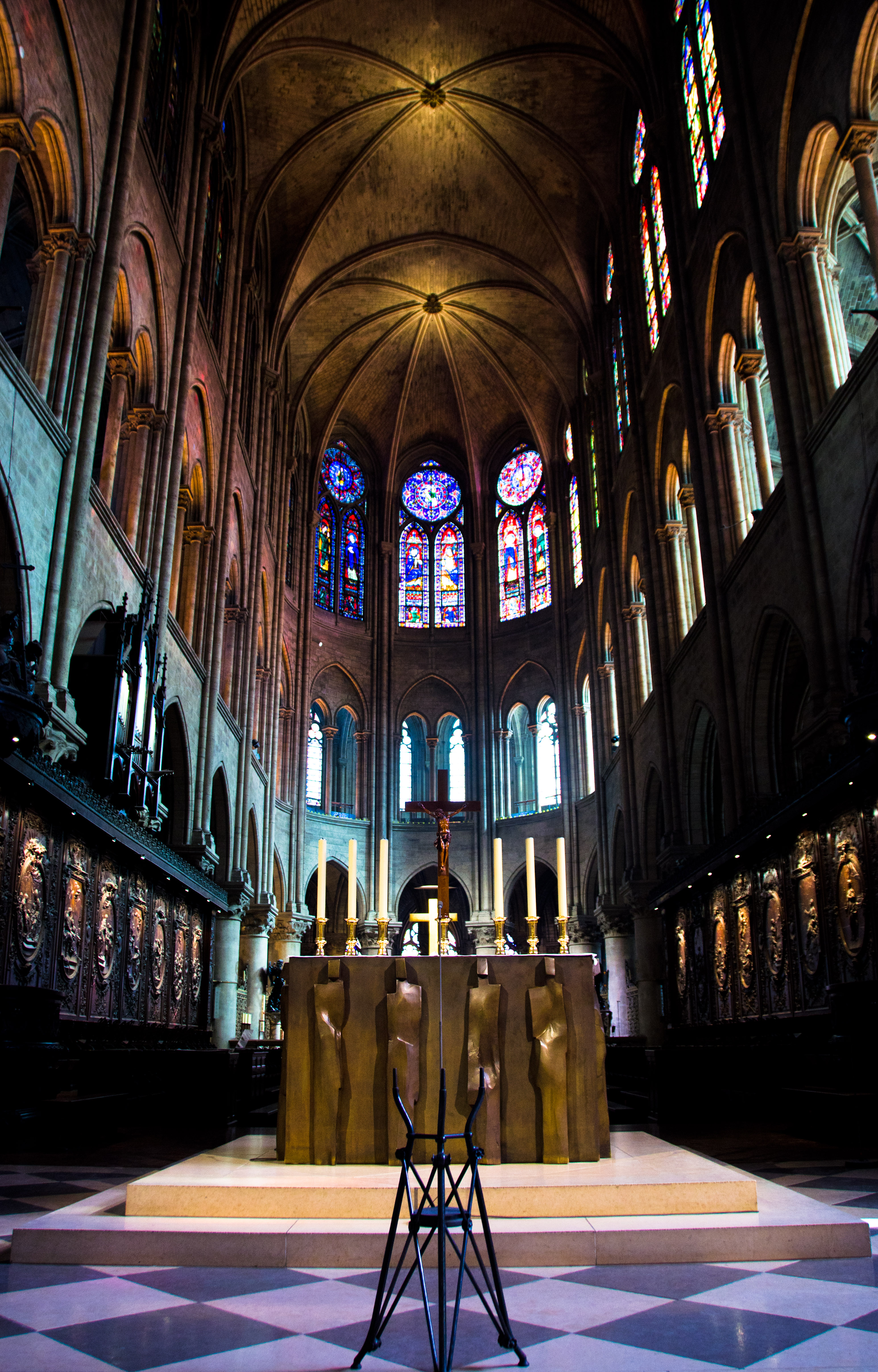
Autel réalisé par Jean et Sébastien Touret en 1989 pour le chœur de la cathédrale Notre-Dame de Paris. Autour du bloc en bronze, sont sculptées en haut-relief des « statues-colonnes » qui évoquent les quatre évangélistes en façade, et les quatre grands prophètes sur les côtés.

- 1961 : Église de Tignes le Lac : vierge sculptée et vitraux en Plexiglas
- 1962 : Chapelle de Courcelles-Les- Montbéliard : ameublement complet
- 1967 : Chapelle du Cep (Aumônerie des étudiants) rue Linné : La transfiguration
- 1970 : Campuac, Aveyron : Christ en bois, vitraux en Plexiglas, autel, sculptures
- 1970-1980 : Église Sainte Jeanne-de-Chantal, Paris : chœur, oratoire, sculptures, vitraux en Plexiglas, buffet d’orgue.
- 1973 : Couvent des Carmélites à Molineuf (Loir et Cher): Christ, autel, sièges.
- 1980 : Aménagement complet de la Chapelle de l'Archevêché à Paris
- 1989 : Notre Dame de Paris : maître-autel, sculptures sur pilier, chandeliers.
- 1989 : Oratoire des Bénédictines de Montmartre
- 1991 : Chapelle de la Fraternité monastique de Jérusalem, Église Saint Gervais, Paris: ameublement complet
- 1995 : Église de Viry-Chatillon, ameublement complet du Chœur
- 2003 : Chapelle privée de Mgr Lustiger (Maison Marie-Thérèse, Paris) : ameublement complet.
- 2008 : Oratoire du Collège des Bernardins (Paris 5e): ameublement complet par Jean et Sébastien Touret.

L'une des principales œuvres de Jean Touret, l'autel contemporain de la cathédrale Notre Dame de Paris, a été partiellement endommagé à la suite de l' incendie d'avril 2019. Sa restauration à l'identique, qui permettrait d'inscrire dans l'histoire de la cathédrale l'empreinte liturgique de Jean-Marie Lustiger, est possible mais est débattue.

## Œuvres profanes
- 1963 : Bas-reliefs Les Cavaliers, cité scolaire Augustin-Thierry, Blois.
- 1965 : Salles du Conseil Général du Loir & Cher, Blois.
- 1970 : Monument de la Zup Nord de Blois : « Le joueur de trompette»(bronze).
- 1970 : Sculpture monumentale des Cornillettes (Blois) réinstallée à Onzain.
- 1990 : Murs de la Préfecture de Blois.
- 2011 : Collège Bégon à Blois : neuf statues monumentales.